# Raphaël Bischoffsheim
Raphaël Louis Bischoffsheim (Amsterdam, 22 luglio 1823 – Parigi, 20 marzo 1906) è stato un banchiere, politico e mecenate francese di origine tedesca.

## Biografia
Il padre di Bischoffsheim, Louis-Raphaël Bischoffsheim, era nato a Magonza nel 1800, rimasto orfano di padre molto giovane, lascia il liceo per lavorare presso la banca Hayum Salomon Goldschmidt, Nel 1820 lascia Francoforte sul Meno per creare la sua propria banca a Amsterdam. Nel 1822 sposa la sorella di Benedict Hayum Goldschmidt, Amelia. Nel 1850 la famiglia si trasferisce definitivamente a Parigi dove aveva aperto una delle tre succursali della sua banca.
Raphaël era stato già inviato a Parigi dal padre nel 1842 per studiare presso "Ecole Centrale des Arts et Manufacture". Dopo la laurea fu nominato ispettore della linea ferroviaria dell'Italia del nord, appartenente al padre e rimase in tale posizione fino al 1873, quando prese il posto del padre nella gestione del gruppo bancario di famiglia. Il 24 aprile del 1880 ottenne la nazionalità francese.
Nel 1873 Bischoffsheim aveva incaricato l'architetto Charles Garnier di costruirgli una villa a Bordighera, Villa Bischoffsheim appunto, che sarà finita nel 1875. Bischoffsheim, che era una persona molto generosa aveva iniziato a investire e fare progetti per migliorare la città. Quello che gli stava più a cuore era la costruzione di un osservatorio nella zona di Montenero. Purtroppo la municipalità si dimostrò poco ricettiva alla proposta del banchiere e Bischoffsheim, che aveva già avuto dei problemi con un prestito fatto alla città per migliorare la via Romana, decise di spostare il suo centro d'interessi di nuovo in Francia.
La sua passione per l'astronomia lo aveva già spinto a investire presso gli osservatori di Parigi, del Montsouris e del Pic du Midi. Quando Bordighera non accolse la proposta dell'osservatorio, Bischoffsheim ne fece costruire uno a Nizza sul Mont-Gros dotandolo di tutte le apparecchiature più moderne e rendendolo così un punto di eccellenza. L'osservatorio di Nizza fu inaugurato nell'ottobre del 1887. Il suo contributo alla scienza ed alla società fu tale che Bischoffsheim ricevette dal governo francese la “Legione d'onore” e nel 1889, dall'Esposizione Universale di Parigi, due medaglie d'oro una per l'osservatorio di Nizza e l'altra per la scuola professionale del boulevard Bourdon a Parigi.
Nel 1881 fu scelto per rappresentare il distretto di Nizza alla Camera dei Deputati, ma non volendo aderire a alcun partito, non fu rieletto nel 1885. Fu invece rieletto nel 1889 per Nizza e nel 1893 per Puget-Théniers.
Nel 1890 era stato eletto membro libero dell'”Academia delle Scienze”

## Riconoscimenti
- 1889 -Esposizione Universale di Parigi, due medaglie d'oro una per l'osservatorio di Nizza e l'altra per la scuola professionale del boulevard Bourdon a Parigi.
- 1890 - Membro dell'Accademia francese delle scienze.